# Врх језера
Врх језера (енгл. Top of the Lake) је драмска телевизијска серија коју су написали Џејн Кемпион и Џерард Ли и режисери Кемпионова и Гарт Девис. Емитовала се 2013. године и наставак, назван Врх језера: Кинескиња, током 2017. године. Представља Кемпионин први рад на телевизији након Анђео за мојим столом.
Прва сезона прати детективку Робин Грифин и бави се њеном истрагом нестанка трудне дванаестогодишње девојчице на Новом Зеланду. Друга сезона, Кинескиња, постављена је у Сиднеју пет година касније, док детективка Робин Грифин истражује смрт неидентификоване азијске девојчице пронађене на плажи Бонди.
У Србији се емитује од 22. априла 2019. године на мрежи Нова, титлована на српски. Титлове је радио студио Блу хаус.